# Moto Guzzi V8
Die Moto Guzzi V8, auch Moto Guzzi Otto Cilindri, war eine Werksrennmaschine des italienischen Herstellers Moto Guzzi, das in der höchsten Klasse der FIM zur Motorrad-Weltmeisterschaft eingesetzt wurde. Die Moto Guzzi V8 (1955–1957) ist das einzige Motorrad mit Achtzylindermotor, das je an Motorradrennen teilnahm.

## Entwicklung
Giulio Cesare Carcano, Rennleiter und Entwicklungsingenieur bei Moto Guzzi, suchte nach Lösungen, der starken Vierzylinderkonkurrenz von Gilera und MV Agusta in der Klasse bis 500 cm³ entgegenzuwirken. Eine höhere Zylinderzahl ergibt unter sonst gleichen Bedingungen – also Hubraum, Hubverhältnis, Mitteldruck und mittlere Kolbengeschwindigkeit gleich – durch kleineren Hub und dadurch höhere Nenndrehzahl mehr Leistung. Die Auswahl beschränkte sich nach Carcano auf einen Sechs- oder Achtzylindermotor, wobei ein Reihensechszylinder für den Quereinbau zu breit geworden wäre. Die Wahl fiel auf einen V8-Motor mit 90 Grad Zylinderwinkel; das Projekt, das 1954 begann, hatte in der Motorradwelt nur wenige Vorbilder. Die Curtiss V8 (1906) war ein Motorrad mit einem V8-Flugzeugmotor, nur für Geschwindigkeitsrekorde konstruiert, und die V8-Zweitaktmotoren mit Kompressor von Galbusera (1938) kam über das Entwicklungsstadium nicht hinaus.
Im Herbst 1954 war die erste Skizze von Carcano fertig, Anfang 1955 liefen die ersten Versuche auf dem Prüfstand. Innerhalb kürzester Zeit gelang es der 12 Mann starken Rennabteilung von Moto Guzzi, ein ungewöhnliches Rennmotorrad fertigzustellen.

## Technik
Der Achtzylindermotor mit 44 mm Zylinderbohrung und 41 mm Hub war quer im Rahmen eingebaut, um bei einer Breite von 50 cm die Stirnfläche des Motorrades nicht zu groß werden zu lassen. Der Zylinderbankwinkel des V-Motors war 90 Grad. Das Kurbelgehäuse bestand aus Elektronguss und hatte eine Aufnahme für die Achslagerung der Hinterradschwinge. Zylinderköpfe und zugehörige -blöcke waren zusammengegossen, die nassen Graugusslaufbuchsen wurden von unten eingeschraubt. Zuerst war die Kurbelwelle rollengelagert, später wurden Gleitlager verwendet, da diese weniger Vibrationen erzeugten. Die vier Nockenwellen wurden von einem Ritzel auf der Kurbelwelle über ein zentrales Zwischenzahnrad angetrieben. Dieses zentrale Zahnrad trieb auch die Wasserpumpe an. Die Ventile, Einlass 23 mm und Auslass 21 mm, standen im Winkel von 58 Grad zueinander. Durch Tassenstößel betätigt, wurden die Ventile durch je zwei Federn auf ihrem Sitz gehalten. Acht ineinander verschachtelte 20-mm-Dell’Orto-Vergaser bildeten das Gemisch. Die Batteriezündung arbeitete mit einer Zündspule und einem Unterbrecher für jeden der acht Zylinder. Die Unterbrecher saßen in Gehäusen am linken Ende jeder Einlassnockenwelle. 10-mm-Zündkerzen zündeten in der Folge 1-8-3-6-4-5-2-7. Bei den ersten Probeläufen erreichte der Motor bereits 62 PS (46 kW) bei 12.000 min−1. Zuerst wurde ein 6-Gang-Getriebe verwendet, das sich jedoch aufgrund der Leistungsentfaltung des Motors als unnötig erwies; bereits ab 7.000 min−1 war genügend Leistung vorhanden. Fünf Gänge waren ausreichend, bei späteren Modellen wurde sogar nur mit vier Gängen gefahren. Der Motor war in einen Zentralrohrrahmen mittragend eingebaut. Das Hinterrad wurde von einer herkömmlichen Schwinge geführt, am Vorderrad verwendete Moto Guzzi die bewährte geschobene Kurzschwinge, um die „für heutige Begriffe unvorstellbar dünnen Reifen“ zu führen. In der letzten Entwicklungsstufe (1957) erreichte die V8 eine Leistung von 78 PS (57 kW) bei 14.000 min−1 und war damit eines der leistungsstärksten Modelle in der 500-cm³-Klasse.

## Renneinsätze
1955 wurde die V8 im Training zum Großen Preis von Belgien in Spa-Francorchamps und zum Nationen-Grand-Prix in Monza erstmals gefahren; der erste Renneinsatz war im folgenden Jahr. Bill Lomas erzielte in der Motorrad-Weltmeisterschaft 1956 den fünften Platz beim Senior-Rennen der Isle of Man TT und die schnellste Rennrunde beim Großen Preis von Deutschland auf der Stuttgarter Solitude-Rennstrecke. Am 26. Februar 1957 stellte er mit einer V8 (schmale Verkleidung) einen Geschwindigkeitsrekord über 10 km mit stehendem Start mit 243,572 km/h auf. In der Saison 1957 erreichte Dickie Dale den vierten Platz bei der Isle of Man TT und in Hockenheim. Noch bevor der Durchbruch in der Halbliterklasse erreicht wurde und nach „unvermeidlichen Kinderkrankheiten des achtzylindrigen Geschoß“, zog sich Moto Guzzi Ende 1957 offiziell vom Rennsport zurück. (Siehe hierzu: Rückzug italienischer Hersteller aus der Motorrad-Weltmeisterschaft 1957)

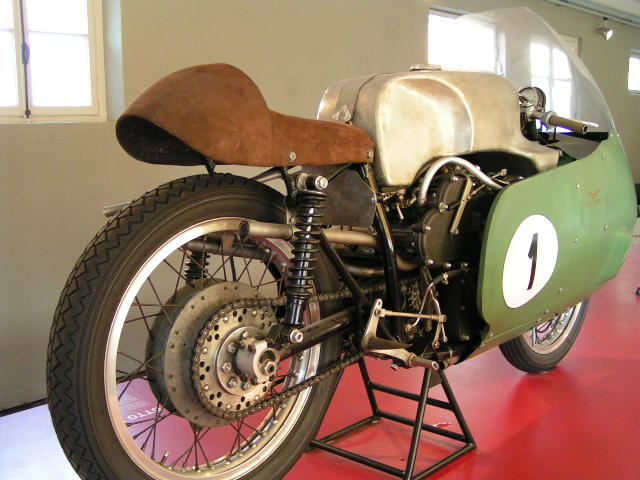
Moto Guzzi V8
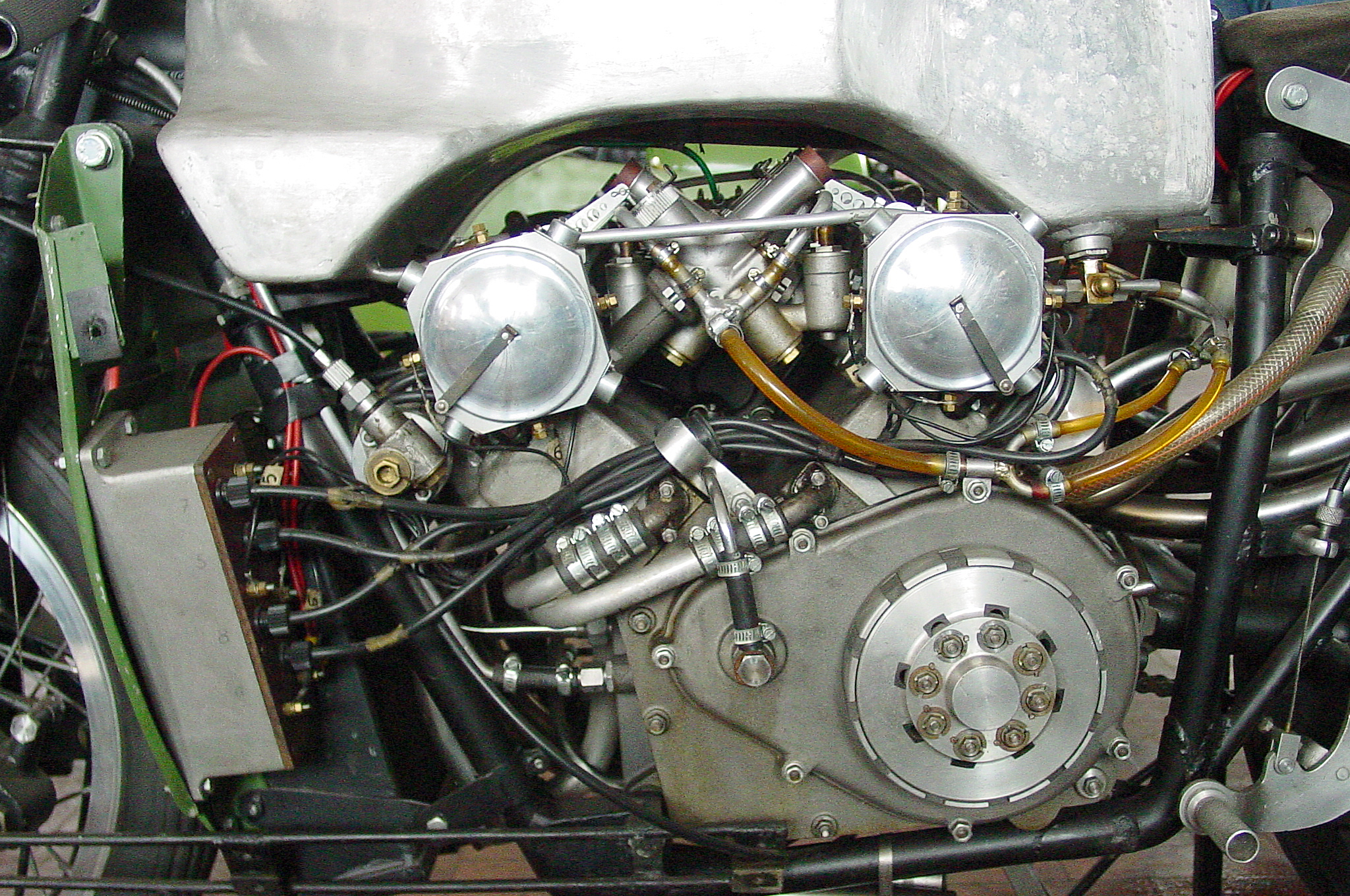
Motor der V8
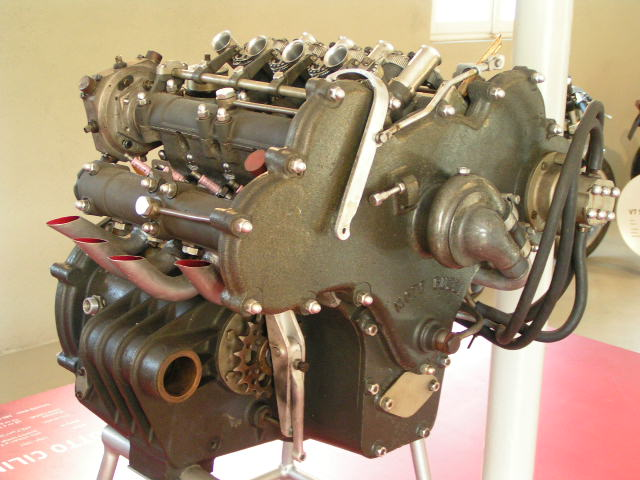
Motor der V8